# 凯瑟琳·布伦德尔
凯瑟琳·布伦德尔（1971年—）是一位英国天体物理学家，毕业于剑桥大学，现为牛津大學聖約翰學院研究员，主要作品有入选牛津通识读本的《黑洞》（Black holes）等。